# Sociedad Francesa de Fotografía
La sociedad fotográfica de Francia (en idioma francés: Société française de photographie) es una asociación fundada el 15 de noviembre de 1854, que mantiene una actividad muy relacionada con la historia de la fotografía y su difusión.

## Historia
Surgió como una continuación de la Sociedad heliográfica que solo duró entre 1851 y 1852 al existir discrepancias entre sus miembros. Los miembros fundadores pertenecían a diversas disciplinas y se eligió como primer presidente al científico Henri Victor Regnault.
Su objetivo principal es «contribuir a los pogresos técnicos y artísticos de la fotografía, al margen de cualquier especulación comercial» que ya aparece reflejado en sus primeros estatutos redactados conjuntamente por Félix Avril, Hippolyte Bayard, Eugène Durieu, Humbert de Molard, Gustave Le Gray, Paul Mailand et Félix Pigeory, y que eran muy similares a los de la Academia de las Ciencias francesa. Para conseguir ese objetivo organizaban concursos, cursos y exposiciones y editaban un boletín divulgativo. Un premio significado es el que patrocinaba Honoré d'Albert, duque de Luynes al mejor procedimiento fotomecánico desde 1856 y que fue obtenido por Alphonse Poitevin en 1862 y 1867 por la goma bicromatada.
La SFP realizó su primera exposición en 1855 en la sede de la calle Drouot número 11 y la segunda en 1857 en el estudio de Gustave Le Gray, ya que hasta 1859 el ministerio de Bellas Artes no autorizó una exposición en el palacio de los Campos Elíseos.
En 1892 la SFP fue reconocida como de utilidad pública por el presidente de la república Marie François Sadi Carnot.

## Recursos
Desde 1855 editan un Bulletin con el fin de realizar la difusión de la fotografía y en sus comienzos se trataba de una publicación dirigida a la enseñanza de los procedimientos y técnicas más adecuadas. En 1997 comenzó con la publicación de Études Photographiques cuyo tema es la historia de la fotografía.
Dispone en su sede de una extensa biblioteca, una amplia colección de fotografías de sus asociados que ofrece una perspectiva muy completa sobre el desarrollo de la fotografía en Francia y de una buena colección de cámaras fotográficas.

## Principales fundadores
| - Olympe Aguado - Félix Avril - Hippolyte Bayard - Edmond Becquerel - Louis Désiré Blanquart-Evrard - Louis-Vincent Chevalier - Édouard Delessert - Jean Louis Marie Eugène Durieu - Edmond Fierlants - Jean Baptiste Louis Gros | - Gustave Le Gray - Paul Mailand - Humbert de Molard - Benito Monfort - Claude Félix Abel Niépce de Saint Victor - Fortuné Joseph Petiot-Groffier - Félix Pigeory - Henri Victor Régnault - Francis Wey |

## Presidentes
| - Henri Victor Regnault desde 1854 a 1858 - Antoine Jérôme Balard desde 1858 a 1868 - Eugène Péligot - Jules Janssen - Étienne-Jules Marey - Gabriel Lippmann - Coronel Aimé Laussedat - Jules Violle desde 1906 a 1908 - Jules Carpentier desde 1909 a 1912 - Henri Deslandres - Príncipe Roland Bonaparte | - Louis Lumière - Louis-Alphonse Davanne desde 1876 a 1901 - Hippolyte Sebert desde 1901 a 1929 - P. Helbronner - Georges Perrier - Charles Fabry - Armand de Gramont - F. Baldet - G. Poivillier - E. Belin desde 1952 a 1955 - Alain Jeanne-Michaud desde 1993 a 1994 - Michel Poivert 1996 a 2010 - Paul-Louis Roubert desde 2010 |